# 俗楽旋律考
俗楽旋律考（ぞくがくせんりつこう）は、物理学者、上原六四郎の著。明治28年(1895年)8月、金港堂刊。和装1巻。

明治24年(1891年)8月に、東京音楽学校校長となった村岡範為馳の勧めで出版に至ったという。上原は、同年9月に同校教授に迎えられている。

## 概要
日本の俗楽の旋法と音階を，都節音階（陰旋法）と田舎節音階（陽旋法）に分けて明らかにし、のちにこれを三味線、箏、および尺八などの楽器にあてはめ、楽器の調子と転調法とを楽理上あきらかにした。上原は、音楽理論研究家であるとともに荒木古童門下の尺八の妙手でもあった。
日本の俗楽の音階については伊沢修二がすでに古代ギリシャのドリアン音階およびフリギア音階などと同種のものとしたが、上原は両者の間には根本的な相違があるとした。すなわち5音音階を基礎とし、これを田舎節と都節との2種に分け、その原型を次のようにし、実際の利用にあたっては上行する場合のみ次のように変化するとした。
- 田舎節 - 　　宮、○、○、羽、○、徴、○、角、○、○、商、○、宮
- 都節 - 　　　宮、○、○、○、羽、徴、○、角、○、○、○、商、宮
- 田舎節上行 - 宮、○、羽嬰、○、○、徴、○、角、○、○、商、○、宮
- 都節上行 - 　宮、○、羽嬰、○、○、徴、○、角、○、○、○、商、宮

また、日本の12律を西洋の12律と対応させ、日本音楽の旋律を洋楽譜を用いてあらわす理論上の根拠を与えた。